# 德菲内·伦斯
德菲内·法比安·杰罗·伦斯（荷蘭語：Devyne Fabian Jairo Rensch；2003年1月18日—），是一名荷兰足球运动员，场上司职中后卫，目前效力于意甲球队羅馬及荷兰国家足球队。

## 俱乐部生涯
2020年11月28日，伦斯在阿贾克斯5-0完胜埃门的荷甲比赛中替补登场，完成了一线队首秀。
2021年3月21日，伦斯在阿贾克斯5-0完胜海牙的比赛中打进了一粒进球，这球也是他为阿贾克斯一线队打进的首粒进球。

## 国家队生涯
伦斯出生于荷兰，与很多荷兰球星一样，他拥有苏里南血统，目前是荷兰青年国脚。
2021年9月7日，他在世界杯预选赛荷兰主场6-1战胜土耳其的比赛中首次代表荷兰国家足球队出场。他在第71分钟替補上场。

## 荣誉

### 俱樂部
阿贾克斯
- 荷兰足球甲级联赛冠軍：2020–21[5]，2021-22
- 荷蘭盃冠軍：2020–21

### 個人
- 阿卜杜勒哈克·努里獎：2019–20

## 生涯数据

### 俱乐部
最後更新：2021年1月10日
| 俱乐部         | 赛季     | 联赛     | 联赛 | 联赛 | 本土杯赛 | 本土杯赛 | 欧战 | 欧战 | 其他 | 其他 | 合计 | 合计 |
| 俱乐部         | 赛季     | 联赛等级 | 出场 | 进球 | 出场     | 进球     | 出场 | 进球 | 出场 | 进球 | 出场 | 进球 |
| -------------- | -------- | -------- | ---- | ---- | -------- | -------- | ---- | ---- | ---- | ---- | ---- | ---- |
| 阿贾克斯预备队 | 2020–21  | 荷乙     | 11   | 3    | –        | –        | –    | –    | –    | –    | 11   | 3    |
| 阿贾克斯       | 2020–21  | 荷甲     | 4    | 0    | 1        | 0        | 0    | 0    | –    | –    | 5    | 0    |
| 生涯合计       | 生涯合计 | 生涯合计 | 15   | 3    | 1        | 0        | 0    | 0    | 0    | 0    | 16   | 3    |

注解

## 外部連結
- Soccerway資料庫：德菲内·伦斯